# Augusto Akio
Pour les articles homonymes, voir Akio.
Augusto Akio est un skateur brésilien né le 12 décembre 2000 à Curitiba, dans le Paraná. Il a remporté la médaille de bronze de l'épreuve de park masculin aux Jeux olympiques d'été de 2024, organisés à Paris.